# Powiat de Łosice
 (septembre 2024).
Si vous disposez d'ouvrages ou d'articles de référence ou si vous connaissez des sites web de qualité traitant du thème abordé ici, merci de compléter l'article en donnant les références utiles à sa vérifiabilité et en les liant à la section « Notes et références ».
Le powiat de Łosice (polonais : powiat łosicki) est un powiat (district) de la voïvodie de Mazovie, dans le centre-est de la Pologne.
Elle est née le 1er janvier 1999, à la suite des réformes polonaises de gouvernement local passées en 1998.
Le siège administratif du powiat est la ville de Łosice, seule ville dans le powiat, qui se trouve à 118 kilomètres à l'est de Varsovie, capitale de la Pologne.
Le district couvre une superficie de 771,77 kilomètres carrés. En 2006, sa population totale est de 32 769 habitants, avec une population pour la ville de Łosice de 7 252 habitants et une population rurale de 25 517 habitants.

## Powiaty voisines
La Powiat de Łosice est bordée des powiaty de : 
- Siemiatycze au nord ;
- Biała Podlaska au sud-est ;
- Siedlce à l'ouest.

## Division administrative

Position des gminy dans la powiat

Le powiat est divisé en six gminy (communes) :
| Gmina               | Type         | Superficie (km2) | Population (2006) | Siège         |
| Gmina Łosice        | urbain-rural | 121,2            | 11 258            | Łosice        |
| Gmina Sarnaki       | rural        | 197,3            | 5 250             | Sarnaki       |
| Gmina Platerów      | rural        | 129,0            | 5 163             | Platerów      |
| Gmina Stara Kornica | rural        | 119,3            | 4 917             | Stara Kornica |
| Gmina Olszanka      | rural        | 87,3             | 3 205             | Olszanka      |
| Gmina Huszlew       | rural        | 117,6            | 2,976             | Huszlew       |

## Démographie
Données du 30 juin 2005:
| description | Total  | Total | Femmes | Femmes | Hommes | Hommes |
| ----------- | ------ | ----- | ------ | ------ | ------ | ------ |
| Unité       | Nombre | %     | Nombre | %      | Nombre | %      |
| Population  | 32 936 | 100   | 16 421 | 49,86  | 16 515 | 50,14  |
| Urbain      | 7 239  | 21,98 | 3 707  | 11,26  | 3 532  | 10,72  |
| Rural       | 25 697 | 78,02 | 12 714 | 38,60  | 12 983 | 39,42  |

## Histoire
De 1975 à 1998, les différents gminy du powiat actuelle appartenaient administrativement à la Voïvodie de Biała Podlaska et à la Voïvodie de Siedlce.

La Powiat de Łosice est créée le 1er janvier 1999, à la suite des réformes polonaises de gouvernement local passées en 1998 et est rattachée à la voïvodie de Mazovie.